# Боббі Пікетт
Роберт Джордж Пікетт (англ. Robert George Pickett; 11 лютого 1938 — 25 квітня 2007) — американський поп-співак, відомий своїм хітом «Monster Mash» і кар'єрою під ім'ям Bobby «Boris» Pickett. Пікетт — видатний виконавець жанру комедійної пісні. «Monster Mash» стала невіддільною частиною свята Хелловіна і, на думку самого Пікетта, головним гімном свята.

## Біографія

### Ранні роки
Пікетт народився в 1938 році, у маленькому містечку Сомервілль (Массачусетс), що лежить на північ від Бостона. Його батько був менеджером кінотеатру, де Роберт і захопився фільмами жахів, уперше побачивши подібний фільм у дев'ятирічному віці. Згодом він служив у Кореї, але кинув військову кар'єру, оскільки хотів стати актором. Заради цієї мети він їде в Голлівуд (Лос-Анджелес). Там Боббі залишиться жити аж до своєї смерті в 2007 році.

### Музична кар'єра і головний хіт
У травні 1962 року Пікетт спільно з Леонардом Капіззі створює свій головний хіт «Monster Mash» (рос. Месиво Монстрів, гра слів для відсилання до популярного у той час комедійного танцю Mashed Potato рос. Картопляне пюре). Основною темою пісні стала пародія на тодішні жанри попмузики, а також відсилання до хоррор-культури. У пісні також багато відсилань до культових акторів «золотого століття» жахів Бела Лугоші і Бориса Карлоффа. Так, основна вокальна лінія пісні імітує тон Карлоффа (Пікетт виконував у цій манері культову пісню «Little Darlin» групи The Diamonds, пародіюючи голос актора; слухачам це сподобалося, і один з друзів Капіззі порадив Пікетту використовувати цю манеру й надалі). Вийшовши незадовго до Хелловіна, сингл був проданий мільйонним тиражем і дістався до верхівки чарту Billboard Hot 100, протримавшись там два тижні. У Великій Британії сингл добрався до третього місця в чарті UK Singles Chart. Після цього сингл багато разів бив рекорди продажів і став невіддільною частиною Хелловіна і відповідної тематики свята.
Пісня співається від імені божевільного вченого, який приходить в свою лабораторію і скликає монстрів на вечірку. Він винайшов новий танець і пропонує всім його станцювати. Гості починають збиратися, і чутно, як монстри гарчать і гримлять ланцюгами. Бюджет Пікетта і Капіззі був дуже маленьким, але вони змогли знайти ряд оригінальних звукових рішень, що також пішло пісні на користь. Наприклад іржавий цвях використовувався для ефекту відкриття труни, ланцюги відтворили шляхом кидання ланцюжків на плити підлоги, а вода в пробірках зображувалася капанням через соломинку. Водночас пісня створювалася під сильним враженням від творчості Бела Лугоші (знаменитого виконавця ролі Дракули у класичних фільмах жахів), наприклад, Пікетт запитує у пісні «чи кожен танцює твіст Трансильванії?».

### Останні роки і смерть
У 2005 році він видає автобіографію під назвою Monster Mash: Half Dead in Hollywood (рос. Месиво Монстрів: Напівмертвий в Голлівуді). Наприкінці того ж року він записує сингл Climate Mash — кавер на його головний хіт — де критикує уряд за ігнорування проблеми глобального потепління. Пікетт помер 25 квітня 2007 року, у віці 69 років, від лейкемії, про що повідомила його дочка. У Пікетта залишилося двоє онуків.

## Вибрана дискографія
- Monster Mash (1962) — сингл.
- The Original Monster Mash (1962) — альбом.
- BURIED TREASURES (2007) — компіляція кращих пісень.